# Шіпанова Зінаїда Олександрівна
Зінаїда Олександрівна Шіпанова (рос. Зинаида Александровна Шипанова; 25 жовтня 1927 (або 1925), с. Червона Поляна, Тетюський район, Татарстан — 5 січня 2016, Уфа, Башкортостан) — ветеран Другої світової війни. Старший сержант, санінструктор. Письменниця.

## Життєпис
Після закінчення трьохрічки, з батьками переїхала до Уфи, де у 1941 році закінчила сім класів. Через декілька тижнів потрапила на фронт. Розподілена до 933-го стрілецького полку 254-ї дивізії 52 армії 2-го Українського фронту. Пройшла бойовий шлях через Україну, Молдову, Румунію, Польщу, Німеччину. Перемогу зустріла у госпіталі в місті Герліц.
Після війни закінчила Московський видавничо-поліграфічний технікум. Працювала в газетах і журналах. Стала письменницею. Писала про війну. Авторка повістей і нарисів, серед яких найвідоміші: «Я люблю Вас», «Здравствуй, милая Маруся», «Зинкин орден, или Как поднимали в атаку».

## Нагороди
Кавалер ордена Червоної Зірки, Вітчизняної війни I ступеня.